# Jamb (igra)
Jamb (eng. Yahtzee) igra je kockama. Igra se s 5 kocki, a može je igrati 2 – 5 igrača. Nakon tri bacanja po pet kocaka, u svoju igraću tablicu, koju posjeduje svaki igrač, upisuje se najbolji rezultat odabrane kombinacije. Cilj je igre imati najveći zbroj svih polja u tablici.
Bacanje kocki: igrač kocke baca 3 puta, odvajajući nakon svakog bacanja na stranu one kocke za koje pretpostavlja da će mu donijeti najbolji rezultat.
Primjer: ako se nakon prvog bacanja dobije dvije četvorke, a na ostalim kockicama različite brojeve, četvorke se odvajaju na stranu i u drugo se bacanje kreće s preostalim kockama.
Tablica se sastoji od stupaca i redaka s rubrikama u koje se upisuju rezultati bacanja kocki.